# Barbara Nichols
Barbara Nichols (* 30. Dezember 1928 in Queens, New York City; † 5. Oktober 1976 in Hollywood, Kalifornien; eigentlich Barbara Nickerauer) war eine US-amerikanische Schauspielerin, die hauptsächlich in den 1950er und 1960er Jahren aktiv war und in Nebenrollen großer Produktionen mitwirkte.

## Leben
Die als Barbara Nickerauer geborene Nichols begann in den 1950er Jahren für Pinup-Magazine zu modeln. Für kurze Zeit arbeitete sie auch als Stripperin, Chorsängerin und Mannequin.
Mitte der 1950er Jahre zog sie nach Hollywood. Ihre erste, noch ungenannte Nebenrolle in einem Spielfilm hatte sie 1954 als Tänzerin in Otto Premingers Western Fluß ohne Wiederkehr an der Seite von Robert Mitchum und Marilyn Monroe. In Fritz Langs letztem Hollywood-Film Jenseits allen Zweifels spielte sie eine kleine Rolle neben Joan Fontaine. Es folgten weitere Nebenrollen in Produktionen wie z. B. Poker mit vier Damen (1956), Picknick im Pyjama (1957), Pal Joey (1957), Dein Schicksal in meiner Hand (1957), Die Nackten und die Toten (1958), That Kind of Woman (1958) und Die Frau seines Herzens (1964). Meist verkörperte sie als leichtes Mädchen Barsängerin, Tänzerin oder Gangsterbraut das Stereotyp der Sexbombe. Eine ihrer wenigen Hauptrollen spielte sie im Science-Fiction-Film FBI jagt Phantom (1965). Am Broadway spielte sie 1952 in der Neuinszenierung von Pal Joey und 1961 in Let It Ride. 
Nichols war ein äußerst berühmtes Pin-up-Model der damaligen Zeit. Sie galt als eine der Rivalinnen von Marilyn Monroe und Jayne Mansfield um den Ruf der schönsten Blondine der Zeit. 
Am 5. Oktober 1976 verstarb sie im Alter von 47 Jahren an den Folgen einer Leberkrankheit.

## Filmografie (Auswahl)
- 1954: Fluß ohne Wiederkehr (River of No Return)
- 1956: Jenseits allen Zweifels (Beyond a Reasonable Doubt)
- 1956: Heißer Süden (The King and the Four Queens)
- 1956: Wilde Nacht (The Wild Party)
- 1957: Dein Schicksal in meiner Hand (Sweet Smell of Success)
- 1957: Picknick im Pyjama (The Pajama Game)
- 1957: Pal Joey
- 1958: Ein Mann in den besten Jahren (Ten North Frederick)
- 1958: Die Nackten und die Toten (The Naked and the Dead)
- 1959: Ungebändigt (Woman Obsessed)
- 1959: Al Capone kehrt zurück (The Scarface Mob)
- 1959: So etwas von Frau! (That Kind of Woman)
- 1960: Wer war die Dame? (Who Was That Lady?)
- 1960: Dazu gehören zwei (Where the Boys Are)
- 1961: Der tanzende Gangster (The George Raft Story)
- 1964: Die Frau seines Herzens (Dear Heart)
- 1964: Der Tölpel vom Dienst (The Disorderly Orderly)
- 1965: FBI jagt Phantom (The Human Duplicators)
- 1965: Tod in Hollywood (The Loved One)
- 1968: Die sechs Verdächtigen (The Power)
- 1973: Charley und der Engel (Charley and the Angel)
- 1976: Won Ton Ton – der Hund, der Hollywood rettete (Won Ton Ton: The Dog Who Saved Hollywood)